# Paternidade Partível
Paternidade partível ou paternidade compartilhada é uma conceituação cultural de paternidade segundo a qual uma criança é entendida como tendo mais de um pai; por exemplo, por causa de uma ideologia que vê a gravidez como resultado cumulativo de múltiplos atos sexuais.  Em sociedades com o conceito de paternidade partível, isso geralmente resulta na criação de uma criança por vários pais em uma forma de relação poliândrica com a mãe, embora nem sempre seja esse o caso. 
Todas as culturas reconhecem diferentes tipos de paternidade – por exemplo, a distinção entre paternidade biológica e paternidade legal, e os correspondentes papéis sociais de genitor e pater.  O conceito de paternidade partível difere de tal distinção porque considera que todos os homens que tiveram relações sexuais com uma mulher imediatamente antes e durante a gravidez dela contribuíram com material biológico para a criança, e têm a correspondente responsabilidade legal ou moral de cuidar por isso.
Até 70% das culturas amazônicas podem ter acreditado no princípio da paternidade partível,  e foi descrito em pelo menos 18 sociedades diferentes, incluindo os Araueté, Meinacos, Tapirapé, Xokleng e Wari',   juntamente com os Aché e os Kulina. 
O antropólogo Stephen Beckerman, que estudou ideologias e práticas de paternidade entre o povo Bari da Venezuela, argumenta que a paternidade partível é adaptativa, porque dá uma vantagem aos filhos que têm múltiplos provedores masculinos. Ele sugere que uma criança Bari tem 16% mais chances de sobreviver até os 15 anos do que uma criança de pai solteiro, provavelmente devido a uma nutrição melhorada. Entre o povo aché do leste do Paraguai, ter múltiplos pais parece proteger as crianças da violência, principal causa de mortalidade infantil.      O psicólogo evolucionista David Buss sugere que também deve haver uma desvantagem na paternidade partível, na forma de ciúme sexual.  Sugeriu-se que as sociedades com paternidade partível carecem de ciúme sexual, pois os homens não precisam se preocupar com a incerteza paterna; no entanto, essa visão também foi objeto de críticas e argumentou-se que o ciúme sexual ainda está presente nas sociedades de paternidade partível.  
No antigo Havaí, a paternidade partível era chamada de poʻolua. Diz-se que o rei havaiano Kamehameha I teve dois pais. 
Em As Guerras Gálicas, Livro um, Capítulo 14, Júlio César escreve sobre os celtas que habitavam Kent na Inglaterra: "Dez e até doze têm esposas comuns a eles, e particularmente irmãos entre irmãos, e pais entre seus filhos; mas se houver qualquer problema dessas esposas, eles são considerados filhos daqueles por quem, respectivamente, cada um foi casado pela primeira vez quando virgem"